# Agaricus osecanus
Agaric boule-de-neige, Agaric neigeux
Pour les articles homonymes, voir Boule de neige (homonymie).
Espèce
Agaricus osecanus, l'Agaric boule-de-neige, est une espèce comestible de champignons basidiomycètes de la famille des Agaricaceae. Il est caractérisé par son pied plus ou moins floconneux.

## Taxonomie
Le nom correct complet (avec auteur) de ce taxon est Agaricus osecanus Pilát 1951.

### Noms vulgaires et vernaculaires
Ce taxon porte en français les noms vernaculaires ou normalisés suivants : Agaric boule-de-neige, Agaric neigeux.

## Description du sporophore
C'est un champignon qui présente un pied et un chapeau. Le pied est central. Sous le chapeau, l'hyménophore est constitué de lames libres.
Son chapeau mesure 8 à 18 cm, il est un peu fibrilleux-méchuleux blanc puis jaunissant en vieillissant, jusqu'à ochracé.
L'hyménophore est fait de lames libres serrées, très pâles au début puis gris rosâtre et enfin brunes.
Son stipe mesure 5 à 12 cm x 1 à 3 cm, il est blanc, floconneux-méchuleux au moins à la base, à anneau blanc membraneux, à face inférieure marquée vers l'extérieur de quelques flocons triangulaires ochracés, évoquant une roue dentée.
La chair est blanchâtre. Son odeur est d'amande amère et sa saveur est douce,,.

### Caractéristiques microscopiques
Ses spores mesurent 7 à 8 µm x 4 à 5,5 µm, elles sont elliptiques.

## Habitat et distribution
L'Agaric boule-de-neige est une espèce saprophyte que l'on trouve dans l'herbe des champs, des prairies, des pâtures, les pelouses, mais aussi dans les parcs, et les cimetières, rarement en sous-bois. Poussant de mai à novembre, c'est une espèce rare.

## Comestibilité
L'Agaric boule-de-neige est un bon comestible,.

## Confusions possibles
L'Agaric boule-de-neige peut se confondre avec les espèces suivantes :
- L'Agaric géant des prés (Agaricus crocodilinus), qui est encore plus grand, dégage une odeur désagréable à maturité et a des spores plus grandes.
- L'Agaric des jachères (Agaricus arvensis), dont le pied n'a généralement pas de flocons et qui est un peu plus élancé, à nette odeur d'anis.
- L'Agaric éminent (Agaricus excellens), qui n'a pas de flocons sous l'anneau.
- L'Agaric géant des bois (Agaricus macrocarpus), qui vient plutôt dans les bois et a des spores plus grandes.
- L'Agaric géant des Alpes (Agaricus kuhnerianus), qui ressemble à A. crocodilinus mais qui a des spores plus petites.
- Le Rosé-des-prés (Agaricus campestris), qui est plus petit, a un anneau fugace, un pied en fuseau et pas d'odeur particulière.